# Castle Tower nationalpark
Castle Tower nationalpark är en park i Australien. Den ligger i delstaten Queensland. Castle Tower nationalpark ligger i genomsnitt 313 meter över havet. Arean är 85 kvadratkilometer.
I omgivningarna runt Castle Tower nationalpark växer huvudsakligen savannskog. Genomsnittlig årsnederbörd är 1 264 millimeter. Den regnigaste månaden är januari, med i genomsnitt 295 mm nederbörd, och den torraste är september, med 30 mm nederbörd.